# 比韦尔希
比韦尔希（法語：Buverchy，法語發音：[byvɛʁʃi]）是法国上法蘭西大區索姆省的一个市镇，属于佩罗讷区。

## 地理
比韦尔希（49°43'51"N, 2°58'13"E）面积1.85 平方千米，位于法国上法蘭西大區索姆省，该省份为法国北部沿海省份，北起加来海峡省和北部省，西接滨海塞纳省和大西洋英吉利海峡，南至瓦兹省，东临埃纳省。
与比韦尔希接壤的市镇（或旧市镇、城区）包括：布勒伊、埃尔舍、翁布勒、穆瓦延库尔。

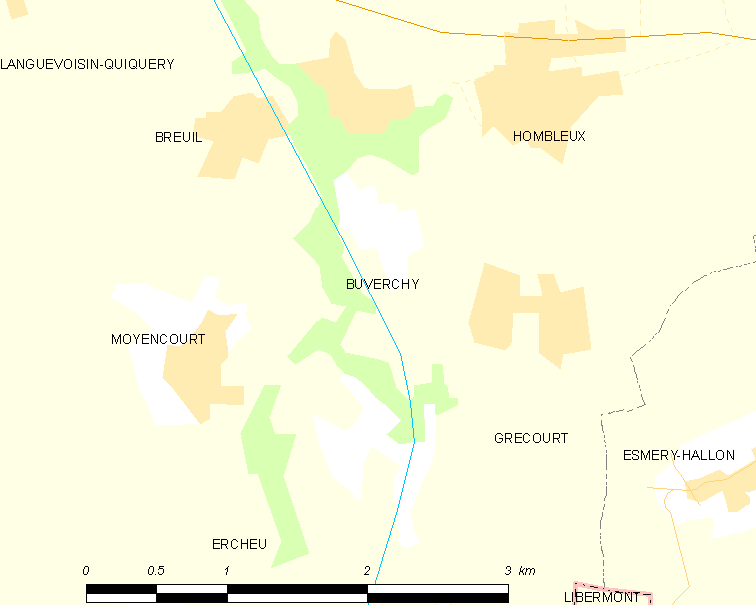
比韦尔希的OSM定位图

比韦尔希的时区为UTC+01:00、UTC+02:00（夏令时）。

## 行政
比韦尔希的邮政编码为80400，INSEE市镇编码为80158。

## 政治
比韦尔希所属的省级选区为阿姆县。

## 人口

1962-2008年间比韦尔希人口变化图示

比韦尔希于2022年1月1日时的人口数量为45人。